# سولفید آهن (III)
سولفید آهن(III) (به انگلیسی: Iron(III) sulfide) با فرمول شیمیایی Fe۲S۳ یک ترکیب شیمیایی با شناسه پاب‌کم ۱۶۰۹۵۷ است. که جرم مولی آن 207.90 g/mol می‌باشد. شکل ظاهری این ترکیب، زرد-سبز است.